# Lança de arremesso

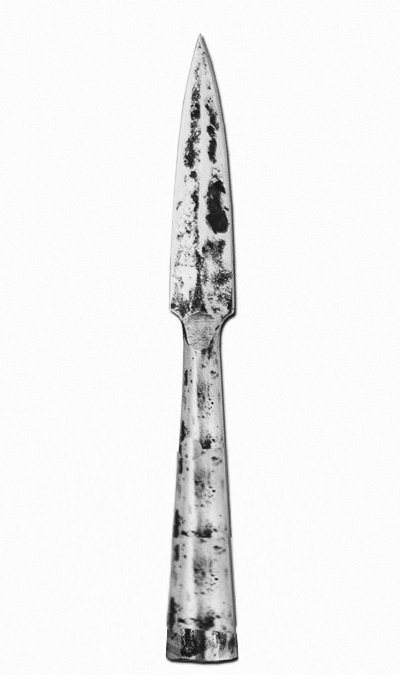

A lança de arremesso, é uma arma arrojadiça perfurante, concebida para ser atirada à distância, seja num contexto bélico (guerra) ou venatório (caça), e abarca um largo rol de lanças diferentes, das quais se destaca, por antonomásia, o dardo, que além de arma, também é um objecto usado para fins desportivos.
Ao contrário de outros tipos de implementos bélicos que disparam projécteis, servindo-se de mecanismos arremessadores, como por exemplo o arco e flecha, a fisga, os lança-dardos, a lança de arremesso é lançada à mão.
Na Idade Média, lançadores como espringales e balistas foram usados para lançar arremessões, que se assemelham a lanças de arremesso de grandes dimensões, por sinal demasiado pesadas ou muito longas para poderem ser lançadas à mão.
Para lhes dar maior força de impulso e facilitar recuperá-las, os povos da Antiguidade, serviram-se de tiras de coiro, os amentos (em grego ankyle, em latim amentum), que eram enroladas na haste e depois, ao lançar, em desenroladas, de forma a imprimir ao lançamento um movimento rotativo.

## História das lanças de arremesso

### Pré-história
Há registos que comprovam que as lanças de arremesso já eram usadas na última fase do Paleolítico Inferior. Objectos semelhantes a lanças foram encontrados numa mina na Alemanha e a datação por carbono revelou que já tinham 400 000 anos. As armas eram feitas de Picea e mediam entre 1,82 e 2,25 metros. O centro de gravidade na parte da frente das armas sugere que tenham sido utilizadas como dardos. Foram feitos estudos a omoplátas de rinocerontes fossilizados com feridas resultantes de um projéctil, datadas de 500 000 anos, ao que se descobriu que foram provocadas muito provavelmente por lanças de arremesso.

### Antiguidade Clássica
As lanças de arremesso neste período histórico foram utilizadas por infantaria leve e cavalaria leve na Grécia antiga, no Império Romano, na Península Ibérica, entre outros locais, por inúmeros povos.

#### Grécia Antiga

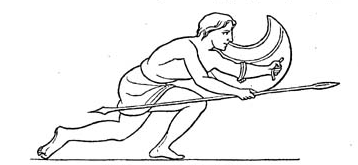
Um peltasta grego, empunhando um dardo.

Os peltastes, normalmente servindo como linhas defensivas, eram armados com lanças de arremesso, concretamente dardo. Lançavam os dardos sobre as tropas pesadas, a falange hoplita, de maneira a quebrar as suas linhas para os seus soldados hoplitas poderem destruir a formação inimiga enfraquecida.

#### Império Romano
Depois da Itália ter sido invadida pelos gauleses em 387, o exército romano e a sua formação táctica sofreram uma reforma. Passaram a adoptar a formação grega em falange num estilo mais livre de três linhas, armados com lanças (hastas) e escudos redondos (clípeo). Os hastados ficavam na primeira linha, os príncipes na segunda e os triários na terceira.

#### Ibéria
A cavalaria ibera ligeira caracterizava-se por se servir da falcata e das lanças de arremesso. As tribos cantábrias inventaram uma táctica militar que consistia em combinar a velocidade dos cavalos, com a possibilidade de fazer ataques à distância proporcionada pelas lanças de arremesso.
Nesta táctica, os cavaleiros circundavam as tropas inimigas, em galopes rápidos, enquanto se punham a atirar-lhes lanças sem parar. O alvo-ideal desta táctica eram a infantaria pesada, que tinha mais dificuldade em movimentar-se e, por conseguinte, em esquivar-se a estes cercos móveis que a cavalaria ibérica lhes montava. Esta manobra tinha a finalidade de acicatar e assediar o inimigo, de feição a quebrar-lhes as formações. Esta táctica foi crismada de círculo cantábrico, tendo sido adoptada ulteriormente pelas tropas romanas, no final da República, quando as cavalarias auxiliares não-itálicas começara a pulular no exército romana, gozando a cavalaria hispana de grande fama.

## Tipos

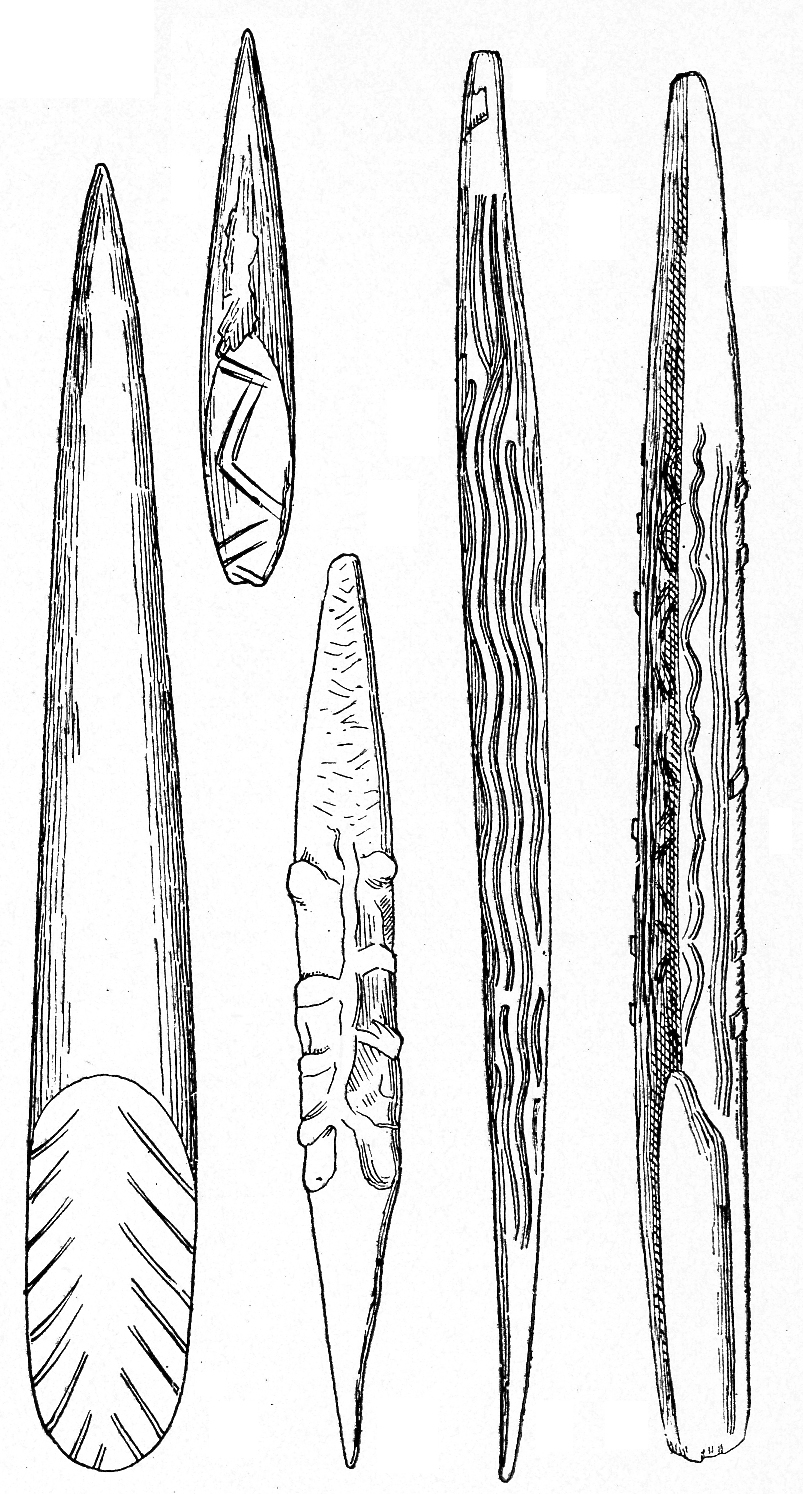
Gravura de azagaias primitivas

### Azagaia
Trata-se duma lança de arremesso que tem cerca de um metro e meio a 170 centímetros de comprimento, dos quais, a ponta mede 30 centímetros. Além da pértiga, que é a vara estreita que compõe a haste ou fusta da azagaia, conta com uma ponta de chifre de animal ou em ferro, que tanto pode resumir-se a um simples esporão perfurante ou espigar-se com farpas ou apresentar uma ponta cortante.
Por motivos históricos, a azagaia clássica bérbere foi posteriormente empregue pelos arábes. Mais tarde, tê-la-ão trazido para a Península Ibérica, por ocasião das invasões muçulmanas da Península Ibérica. Com efeito, os almogávares tinham como panóplia típica duas azagaias e uma espada curta.
O termo azagaia, em sentido amplo, acabou por empregar-se para caracterizar um ror de lanças de arremesso rudimentares, usadas quer por culturas pré-históricas europeias, quer por povos africanos, como sendo as tribos xosa e nguni da África do Sul, que têm as suas próprias variedades características de azagaia.

### Chuço
Um chuço é uma lança de arremesso, simples, que consiste numa haste de madeira armada de um ferro arredondado que se vai afunilando progressivamente até desembocar na ponta da lança.
A palavra chuço, embora de origem obscura, poderá ter como origem etimológica a corruptela da palavra "suíço", talvez por alusão aos piques suíços, com os quais o chuço se assemelha, sendo uma versão mais pequena daqueles. Durante séculos as tripulações das embarcações de guerra serviram-se de chuços especiais, chamados "chuços de abordagem" (boarding pike em inglês), para repelir tentativas de abordagem. O seu uso persistiu até quase ao final do século XIX.
Este tipo de chuço marcava-se por ter na base um anel que encastrava na madeira da haste o metal não danificar o convés.
De acordo com o estudioso brasileiro António Luíz Costa, a marinha brasileira do tempo do Império, regulamentava o uso de chuços por um sexto das tripulações dos navios e um manual mais tardio especificava que os porta-cartuchos (serventes dos canhões que transportavam a munição) seriam armados com eles, em caso de abordagem.

### Pilo

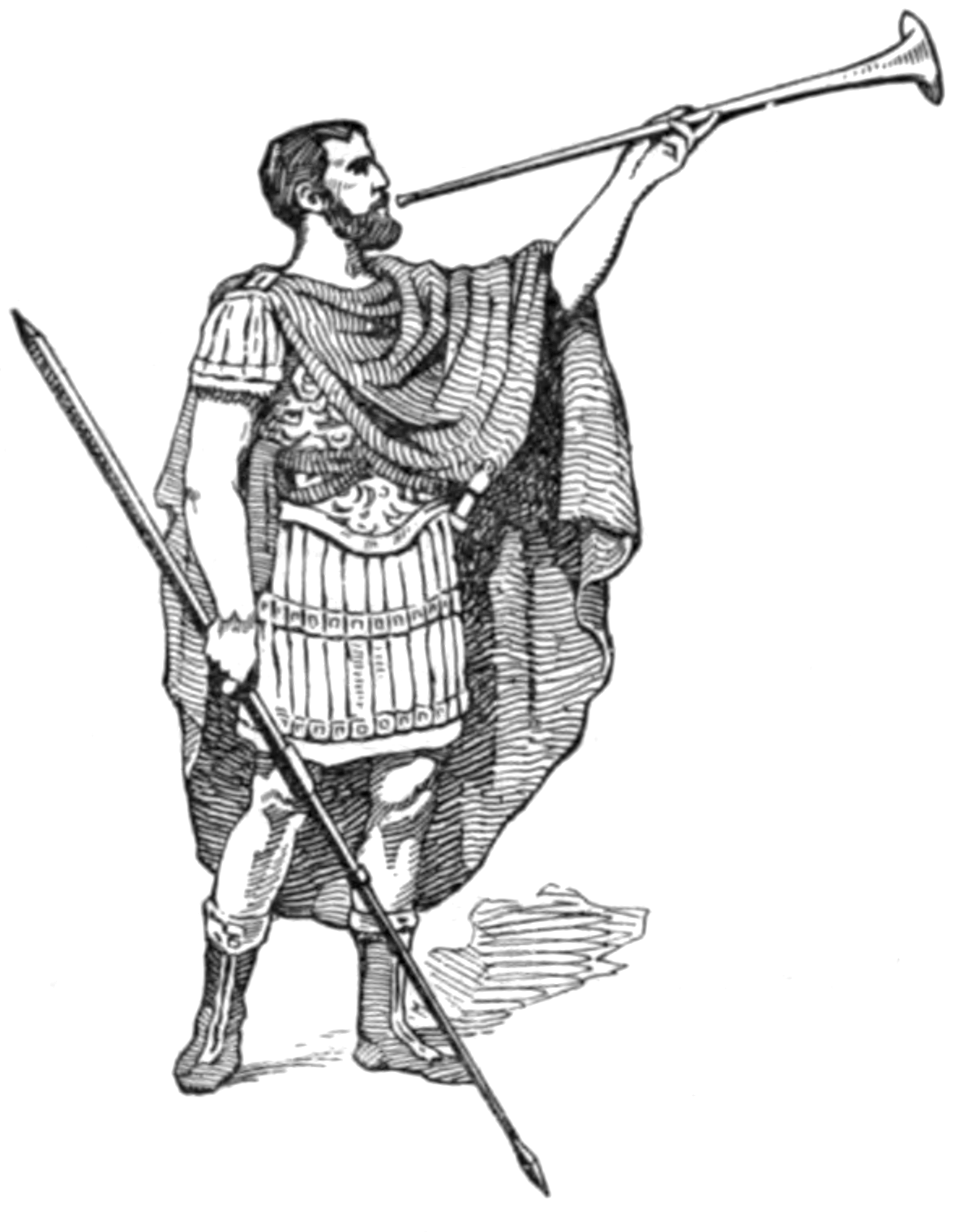
Soldado da antiguidade com um pilo em punho

Era uma das  armas padrão da panóplia da legião romana.
Tratava-se duma lança de arremesso inventada pelos samnitas, povo itálico que as legiões romanas defrontaram por ora das Guerras Samnitas (343-304 a.C.), acabando ulteriormente por inseri-la na sua panóplia, em substituição das antigas hastas, lanças de estocada, que antes usavam.
Era uma lança composta de uma parte de ferro, mais fina e pontiaguda, e outra de madeira, maior e mais pesada. Essas duas partes eram unidas de tal maneira que quando o pilo atingisse seu alvo, a junção das duas partes entortaria, e tornaria difícil para, por exemplo, um adversário arrancar a lança se ela tivesse cravado no seu escudo ou para o inimigo tentar reutilizá-la.
Tinha à volta de dois metros de comprimento, dos quais fazia parte uma pértiga de madeira de quase metro e meio e cerca de 22 a 28 milímetros de diâmetro, adjungida por um pino ou soquete a uma haste de ferro que poderia medir à volta de 60 centímetros, com 7 milímetros de diâmetro e ponta piramidal farpada.
Tal como a dory grega, o pilo tinha uma contraponta metálica que contrapesava com a ponta metálica desta lança e que tanto podia ser usada para apoiar a ao alto, cravando-se no chão, como podia servir de arma de recurso, caso a ponta partisse ou a pértiga rachasse.

### Dardo

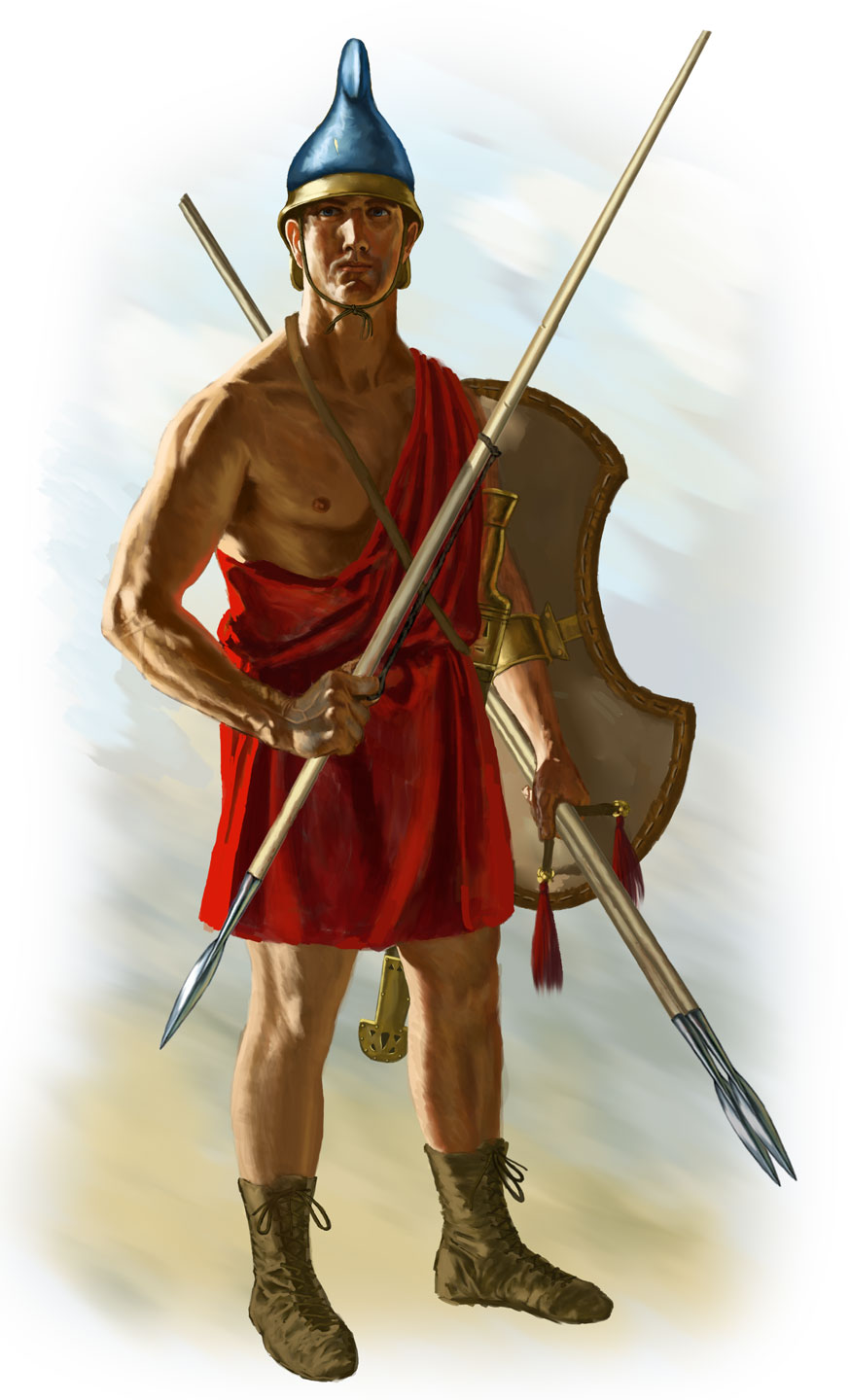
Peltasta com vários dardos

É uma arma de arremesso, com ponta de cobre, bronze, ferro ou pedra talhada, semelhante a uma lança. Foi utilizado por muitos povos em eras diferentes e como tal é natural que o seu tamanho e peso variem. Actualmente o dardo utilizado em competições tem de comprimento 2,60m a 2,70m, de diâmetro de 2,5 a 3 cm e pesa 800g.

### Venábulo
Também dito venablo, trata-se de uma lança de arremesso de curtas dimensões utilizada tradicionalmente no âmbito da caça, especialmente de montaria, daí o seu nome, vem do latim venabulum, étimo associado à caça, tendo relação com termos como venação (caça), venador (caçador) e veado.
Consiste num dardo com ponta de ferro em farpão, sem penas ou adornos na ponta.

### Falárica
Tratava-se de uma arma de arremesso ibérica semelhante ao pilo, amiúde utilizada como arma incendiária. A ponta metálica, aguçada e afilada, mediria à volta de 90 centímetros e a haste, tradicionalmente em madeira de teixo, teria perto do mesmo comprimento. Tinha óptimo potencial enquanto arma perfurante, para fazer frente a tropas couraçadas.
Os iberos, amiúde, enrolavam-nas em material inflamável, geralmente estopa embebida em pez, na ponta, que depois ateavam, tornando-a num projéctil incendiário, que era depois atirado a escudos, construções militares ou fortificações inimigas para as incendiar.

### Soliferro
O soliferro (soliferreum) ou saunion tratava-se dum tipo de arma branca perfurante, própria da Antiguidade clássica, mais concretamente, um tipo de lança de arremesso de origem hispana. Era empunhada pelos guerreiros celtiberos, enquanto aqueles se adargavam com a cetra,na outra mão.
Consistia numa lança metálica inteiriça, forjada duma só peça de ferro, com um comprimento na ordem dos 2 metros. Daí o seu nome latino, «soliferro», que significa literalmente «só de ferro». A ponta desta arma, amiúde, dispunha de aletas com vários ganchos concebidos de feição a, depois de trespassar o alvo, dificultar a remoção do projéctil, sem esfacelar a carne da vítima.